# K (serie animata)
K è una serie televisiva anime del 2012 prodotta dallo studio GoHands e diretta da Shingo Suzuki, che ha anche curato il character design della serie.
La serie è stata trasmessa da MBS, TBS e CBC in Giappone a partire dal 4 ottobre 2012 fino al 27 dicembre dello stesso anno. Un prequel in forma di manga, intitolato K: Memory of Red e disegnato da Yui Kuroe, è stato serializzato sulla rivista Aria della Kōdansha dal 28 maggio 2012.
I diritti dell'anime sono stati acquistati in America Settentrionale dalla Viz Media, che ha trasmesso la serie in simulcast sul proprio sito web.
A luglio 2014 è stato distribuito il film K: Missing Kings e successivamente viene realizzata una seconda serie nell'ottobre 2015.
Il 30 aprile 2016 è stata annunciata una nuova serie intitolata K: Seven Stories.

## Trama
Nel Giappone contemporaneo, ben diverso da quello reale, vi sono sette clan comandati dai cosiddetti "Re", individui dotati di poteri sovrannaturali in continua guerra fra loro. Due di questi schieramenti, ossia la Homra del "Re rosso" Suoh Mikoto e la Scepter 4 del "Re blu" Munakata Reisi (quest'ultima un corpo di polizia formato da uomini in divisa blu armati di spada), prendono di mira il liceale Isana Yashiro, detto "Shiro", perché accusato ingiustamente, attraverso un video che apparentemente lo ritrae, di aver ucciso un membro di uno dei due gruppi. Messo quindi con le spalle al muro dalle due fazioni, ben presto Isana si imbatterà in Yatogami Kuroh, un giovane misterioso che lo aiuterà a dimostrare la sua innocenza.

## Personaggi e doppiatori
Yashiro Isana (伊佐那社?, Isana Yashiro)
Doppiato da Daisuke Namikawa
Isana Yashiro appare come un adolescente maschio di media statura con dei disordinati capelli bianchi e gli occhi color ambra. Indossa l'uniforme del liceo, composta da una camicia bianca a maniche lunghe con un nastro rosso legato al collo e una giacca nera con la spilla d'oro della scuola. Ha sempre con sé un ombrellone rosso giapponese.
Kuroh Yatogami (夜刀神狗朗?, Yatogami Kuroh)
Doppiato da Daisuke Ono
Kuroh è un ragazzo alto con lunghi capelli neri, legati in una coda di cavallo e che formano una frangia, e occhi azzurri. Indossa una lunga giacca nera con rifiniture in oro, il bavero rialzato e maniche arrotolate, una camicia a maniche lunghe bianca e una cravatta blu, pantaloni neri e scarpe bianche. Porta sempre con sé la katana Kotowari, che gli è stata data dal suo maestro.
È un ragazzo tranquillo, serio, gentile, corretto ma anche testardo e molto determinato a raggiungere i suoi obiettivi, qualunque essi siano; nonostante questo è disposto a metterli da parte per godersi le cose belle della vita, come la vera compagnia.
Il suo modello di riferimento è Miwa ichigen, che idealizza in ogni modo possibile. Sembra avere una predilezione per la cucina, tanto è vero che porta sempre con sé una valigetta piena di utensili per cucinare. Come potere usa la "Distorsione spaziale", grazie alla quale può letteralmente "afferrare" la materia all'interno dell'area, distorcerne le proprietà e manipolarne la struttura.
Neko (ネコ?)
Doppiata da Mikako Komatsu
Neko è una ragazza con i capelli lunghi rosa pallido, che scendono lungo la schiena e oltre le ginocchia. Presenta eterocromia: l'occhio sinistro è blu e il destro verde.
Mikoto Suoh (周防尊?, Suoh Mikoto)
Doppiato da Kenjirō Tsuda
È il Re rosso, capo della banda HOMRA. 
Reishi Munakata (宗像礼司?, Munakata Reishi)
Doppiato da Tomokazu Sugita
È il Re blu, capo degli Scepter 4 e combatte contro il Re rosso Mikoto Suoh.
Seri Awashima (淡島世理?, Awashima Seri)
Doppiata da Miyuki Sawashiro
È il braccio destro di Reishi Munakata e vice-capo degli Scepter 4, nonché unico membro femminile del suo clan. È una ragazza con ondulati capelli biondi lunghi fino alle spalle, che tiene raccolti in uno chignon quando lavora, e occhi azzurri. Come i suoi colleghi porta una versione personalizzata dell'uniferme blu indossata dai compagni in servizio. Ha un carattere serio, dignitoso e calmo dimostrando così una natura non violenta ma tenace preferendo evitare il conflitto se è possibile. Seri sembra dare molta importanza a sé stessa e alle sue capacità di comando, che potrebbero renderla molto spericolata. È molto abile nel duello con la spada ed è dotata di diversi poteri che combina durante gli scontri.
Anna Kushina (櫛名アンナ?, Kushina Anna)
Doppiato da Yui Horie
È una bambina, facente parte della schiera che serve il Re Rosso. Ha dei poteri sensoriali che le permettono di rintracciare le persone. È estremamente affezionata a Mikoto e dopo la sua morte li succederà come terzo Re Rosso.
Izumo Kusanagi (草薙出雲?, Kusanagi Izumo)
Doppiato da Takahiro Sakurai
Misaki Yata (八田美咲?, Yata Misaki)
Doppiato da Jun Fukuyama
Rikio Kamamoto (鎌本力夫?, Kamamoto Rikio)
Doppiato da Yūichi Nakamura
Saruhiko Fushimi (伏見猿比古?, Fushimi Saruhiko)
Doppiato da Mamoru Miyano
Tatara Totsuka (十束多々良?, Totsuka Tatara)
Doppiato da Yūki Kaji
Kukuri Yukizome (雪染菊理?, Yukizome Kukuri)
Doppiato da Satomi Satō
Adolf K. Weismann (アドルフ・K・ヴァイスマン?)
Doppiato da Tetsuya Kakihara
È il Re d'argento nonché un ex ricercatore operante in Germania che ha sperimentato gli effetti della Dresden Slate. Anni dopo è stato "espulso" dal suo corpo originale dal nuovo Re incolore e sin da allora ha abitato il corpo di un adolescente in Giappone: questo gli causerà un'amnesia, che lo ha portato ad assumere l'identità di Yashiro Isana.
Yukari Mishakuji (御芍神紫?, Mishakuji Yukari)
Doppiato da Masakazu Morita
Compare nel film K: Missing Kings ed è l'ex vassallo del defunto Re incolore Ichigen Miwa. Attualmente è il vassallo del Re Verde, Nagare Hisui.

## Episodi

### Episodi K (1ª Stagione)
| Nº | Titolo italiano   | In onda          | In onda |
| Nº | Titolo italiano   | Giapponese       |         |
| 1  | Knights           | 4 ottobre 2012   |         |
| 2  | Kitten            | 11 ottobre 2012  |         |
| 3  | Kitchen           | 18 ottobre 2012  |         |
| 4  | Knock-on effect   | 25 ottobre 2012  |         |
| 5  | Knife             | 1º novembre 2012 |         |
| 6  | Karma             | 8 novembre 2012  |         |
| 7  | Key               | 15 novembre 2012 |         |
| 8  | Kinding           | 22 novembre 2012 |         |
| 9  | Knell             | 29 novembre 2012 |         |
| 10 | Kaleidoscope      | 6 dicembre 2012  |         |
| 11 | Killer            | 13 dicembre 2012 |         |
| 12 | Adolf K. Weismann | 20 dicembre 2012 |         |
| 13 | King              | 27 dicembre 2012 |         |

### Episodi K: Return of Kings (2ª Stagione)
| Nº | Titolo italiano | In onda          | In onda |
| Nº | Titolo italiano | Giapponese       |         |
| 1  | Knave           | 2 ottobre 2015   |         |
| 2  | Kindness        | 9 ottobre 2015   |         |
| 3  | Kismet          | 16 ottobre 2015  |         |
| 4  | Knot            | 23 ottobre 2015  |         |
| 5  | Ken             | 30 ottobre 2015  |         |
| 6  | Keeper          | 6 novembre 2015  |         |
| 7  | Kickdown        | 13 novembre 2015 |         |
| 8  | Kaput           | 20 novembre 2015 |         |
| 9  | Kid's Room      | 27 novembre 2015 |         |
| 10 | Key Stone       | 4 dicembre 2015  |         |
| 11 | Kali-yuga       | 11 dicembre 2015 |         |
| 12 | Knuckle bump    | 18 dicembre 2015 |         |
| 13 | Kings           | 25 dicembre 2015 |         |